# Limnophila laricicola
Limnophila laricicola là một loài ruồi trong họ Limoniidae. Chúng phân bố ở miền Tân bắc.